# Fernando de la Peña
Fernando M. de la Peña Olivas (ur. 22 sierpnia 1959 w Madrycie) – hiszpański szpadzista, brązowy medalista mistrzostw świata.
Podczas mistrzostw świata w Essen w 1993 roku wywalczył brązowy medal w turnieju indywidualnym. Wyprzedzili go jedynie Rosjanin Pawieł Kołobkow i Niemiec Arnd Schmitt. Był też między innymi czwarty w zawodach drużynowych na mistrzostwach świata w Sofii w 1986 roku i piąty na mistrzostwach świata w Budapeszcie w 1991 w.
Wystartował na igrzyskach olimpijskich w Seulu w 1988 roku, gdzie indywidualnie zajął 56. miejsce, a drużynowo był trzynasty. Na rozgrywanych cztery lata później igrzyskach olimpijskich w Barcelonie był szósty w zawodach drużynowych, a indywidualnie zajął 23. miejsce. Brał też udział w igrzyskach olimpijskich w Atlancie w 1996 roku, zajmując 36. miejsce w rywalizacji indywidualnej.